# Sollentunaholm

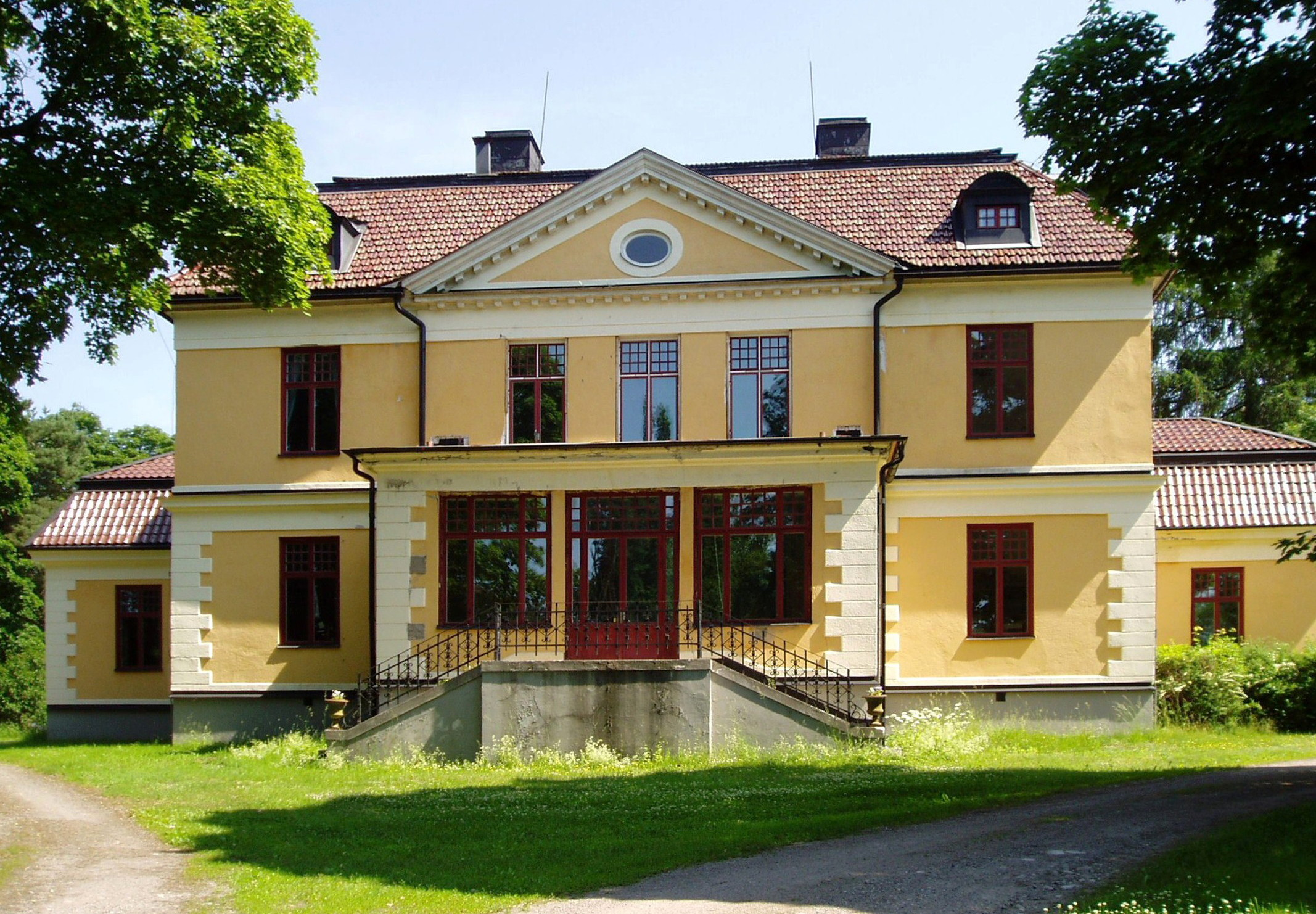
Sollentunaholms herrgård.

Sollentunaholms herrgård är en herrgård i kommundelen Norrviken inom Sollentuna kommun i Stockholms län. Den uppfördes på 1640-talet av landshövding Johan Berendes d.y. Till ägorna fördes byarna Sollentuna kyrkby, Kista och Skillinge. Sätesbyggnaden uppfördes på "Sollentunaholmen", som omnämns redan under Vasatiden (Ransakningar, 1667–68), invid sjön Norrviken, rakt öster om Sollentuna kyrka. 
Mangårdsbyggnaden eldhärjades både på 1700-talet och 1800-talet. Den nuvarande byggnaden uppfördes 1902 som tjänstebostad åt direktören för Jästfabriken i Rotebro, den dåvarande ägaren. Av de ursprungliga flygelbyggnader från 1600-talet brann den ena ner omkring 1880 och den andra brändes ner som "brandövning" av brandkåren på 1960-talet, då byggnaderna förvaltades av Sollentuna kommun. Under 1900-talets början byggdes de ekonomibyggnader som fortfarande står kvar väster om järnvägen, vilka nu används för skolverksamhet och mindre företag. Sollentunaholm är idag en privatbostad.
I Sollentunaholmsparken finns en runsten (Upplands runinskrifter 103), ursprungligen från Ytterby på Järvafältet. På höjden mellan Sollentunaholm och Sollentuna kyrka fanns rundningsstolpen (allmänt kallad Maratonpelaren) för maratonloppet under Olympiska sommarspelen 1912. Vid jubileumsmaraton 2012 flyttades stolpen till en plats utanför kyrkans stiglucka för att de anmälda löparna skulle rymmas att vända. Flyttningen medförde ett markbyte mellan kommun och församling.